# American 14.1 Straight Pool Championship
Die American 14.1 Straight Pool Championship (bis 2013 Maryland 14.1 Straight Pool Championship) ist ein Poolbillardturnier in der Disziplin 14/1 endlos, das seit 2005 jährlich ausgetragen wird.
Rekordsieger sind Danny Harriman und Darren Appleton mit jeweils zwei Turniersiegen.

## Die Turniere im Überblick
| Jahr                                     | Austragungsort                           | Sieger                                   | Ergebnis                                 | Finalist                                 | Halbfinalisten                           |
| Maryland 14.1 Straight Pool Championship | Maryland 14.1 Straight Pool Championship | Maryland 14.1 Straight Pool Championship | Maryland 14.1 Straight Pool Championship | Maryland 14.1 Straight Pool Championship | Maryland 14.1 Straight Pool Championship |
| ---------------------------------------- | ---------------------------------------- | ---------------------------------------- | ---------------------------------------- | ---------------------------------------- | ---------------------------------------- |
| 2005                                     | Maryland                                 | Ryan McCreesh                            | 150:67                                   | David Hunt                               | unbekannt                                |
| 2005                                     | Maryland                                 | Ryan McCreesh                            | 150:67                                   | David Hunt                               | unbekannt                                |
| 2006                                     | Maryland                                 | Ed Hodan                                 | 150:89                                   | Danny Barouty                            | unbekannt                                |
| 2006                                     | Maryland                                 | Ed Hodan                                 | 150:89                                   | Danny Barouty                            | unbekannt                                |
| 2007                                     | Maryland                                 | Mika Immonen                             | 150:59                                   | Mike Davis                               | unbekannt                                |
| 2007                                     | Maryland                                 | Mika Immonen                             | 150:59                                   | Mike Davis                               | unbekannt                                |
| 2008                                     | Maryland                                 | Bob Maidhof                              | 150:140                                  | Danny Barouty                            | unbekannt                                |
| 2008                                     | Maryland                                 | Bob Maidhof                              | 150:140                                  | Danny Barouty                            | unbekannt                                |
| 2009                                     | Maryland                                 | Danny Harriman                           | 150:28                                   | Dave Daya                                | unbekannt                                |
| 2009                                     | Maryland                                 | Danny Harriman                           | 150:28                                   | Dave Daya                                | unbekannt                                |
| 2010                                     | Maryland                                 | Danny Harriman                           | 150:94                                   | Shaun Wilkie                             | unbekannt                                |
| 2010                                     | Maryland                                 | Danny Harriman                           | 150:94                                   | Shaun Wilkie                             | unbekannt                                |
| 2011                                     | Maryland                                 | Johnny Archer                            | 150:74                                   | John Schmidt                             | unbekannt                                |
| 2011                                     | Maryland                                 | Johnny Archer                            | 150:74                                   | John Schmidt                             | unbekannt                                |
| 2012                                     | Glen Burnie, MD                          | John Schmidt                             | 150:21                                   | Thorsten Hohmann                         | Johnny Archer                            |
| 2012                                     | Glen Burnie, MD                          | John Schmidt                             | 150:21                                   | Thorsten Hohmann                         | Mika Immonen                             |
| 2013                                     | Parkville, MD                            | Thorsten Hohmann                         | 150:111                                  | Johnny Archer                            | Huidji See                               |
| 2013                                     | Parkville, MD                            | Thorsten Hohmann                         | 150:111                                  | Johnny Archer                            | Charlie Williams                         |
| American 14.1 Straight Pool Championship |                                          |                                          |                                          |                                          |                                          |
| 2014                                     | Midlothian, VA                           | Darren Appleton                          | 150:28                                   | Karen Corr                               | Jason Klatt                              |
| 2014                                     | Midlothian, VA                           | Darren Appleton                          | 150:28                                   | Karen Corr                               | Kevin Clark                              |
| 2015                                     | Midlothian, VA                           | Darren Appleton                          | 150:94                                   | Thorsten Hohmann                         | Mika Immonen                             |
| 2015                                     | Midlothian, VA                           | Darren Appleton                          | 150:94                                   | Thorsten Hohmann                         | Warren Kiamco                            |
| 2016                                     | Midlothian, VA                           | Niels Feijen                             | 150:114                                  | Mika Immonen                             | Nick van den Berg                        |
| 2016                                     | Midlothian, VA                           | Niels Feijen                             | 150:114                                  | Mika Immonen                             | Carlo Biado                              |
| 2017                                     | Midlothian, VA                           | Konrad Juszczyszyn                       | 150:87                                   | Dennis Orcollo                           | Warren Kiamco                            |
| 2017                                     | Midlothian, VA                           | Konrad Juszczyszyn                       | 150:87                                   | Dennis Orcollo                           | Thorsten Hohmann                         |